# Аблатив
Аблатив, или отделителен падеж, е името на редица падежи, съществуващи в много езици, чиято обща функция е обозначаване на движение далеч от нещо, въпреки че детайлите в конкретния език могат да бъдат различни. Името „аблатив“ произлиза от латинското ablatus, миналото (неправилно) причастие на auferre „отнасям“.

## В латинския език
Аблативът е един от най-често използваните падежи в латинския език. Заради широкия кръг от значения понякога е наричан обстоятелствен падеж. Изразява различни обстоятелствени пояснения в изречението и обединява три първоначално отделни индоевропейски падежа: същински аблатив, инструментал и локатив.
Често използван в латинския език е т.нар. ablativus absolutus. Това е конструкция от име в аблатив и друга част на речта (най-често минало страдателно причастие), съгласувана с името по род, число и падеж.
Примери за абсолютен аблатив:
1) С минало страдателно причастие:
Duobus certanibus tertius gaudet. ([Докато] двама се карат, трети печели.)
2) С друга част на речта:
Me invito (против волята ми).
Hannibale vivo (докато Ханибал бе жив).